# 星期六早晨的谷物早餐
《星期六早晨的谷物早餐》（英語：Saturday Morning Breakfast Cereal），简称SMBC，是由Zach Weinersmith创作的网络漫画。它由少数经常出现的角色或故事情节组成，没有固定格式；有时候只有一格，有时有十格甚至更多。SMBC中常出现的主题包括无神论、上帝、超级英雄、爱情、约会、科学、研究、育儿以及生活的意义。该漫画每日更新。
Weinersmith的网络漫画赢得了2006年和2007年的杰出单幅漫画奖，还获得过2003与2008年的获奖提名。

## 历史

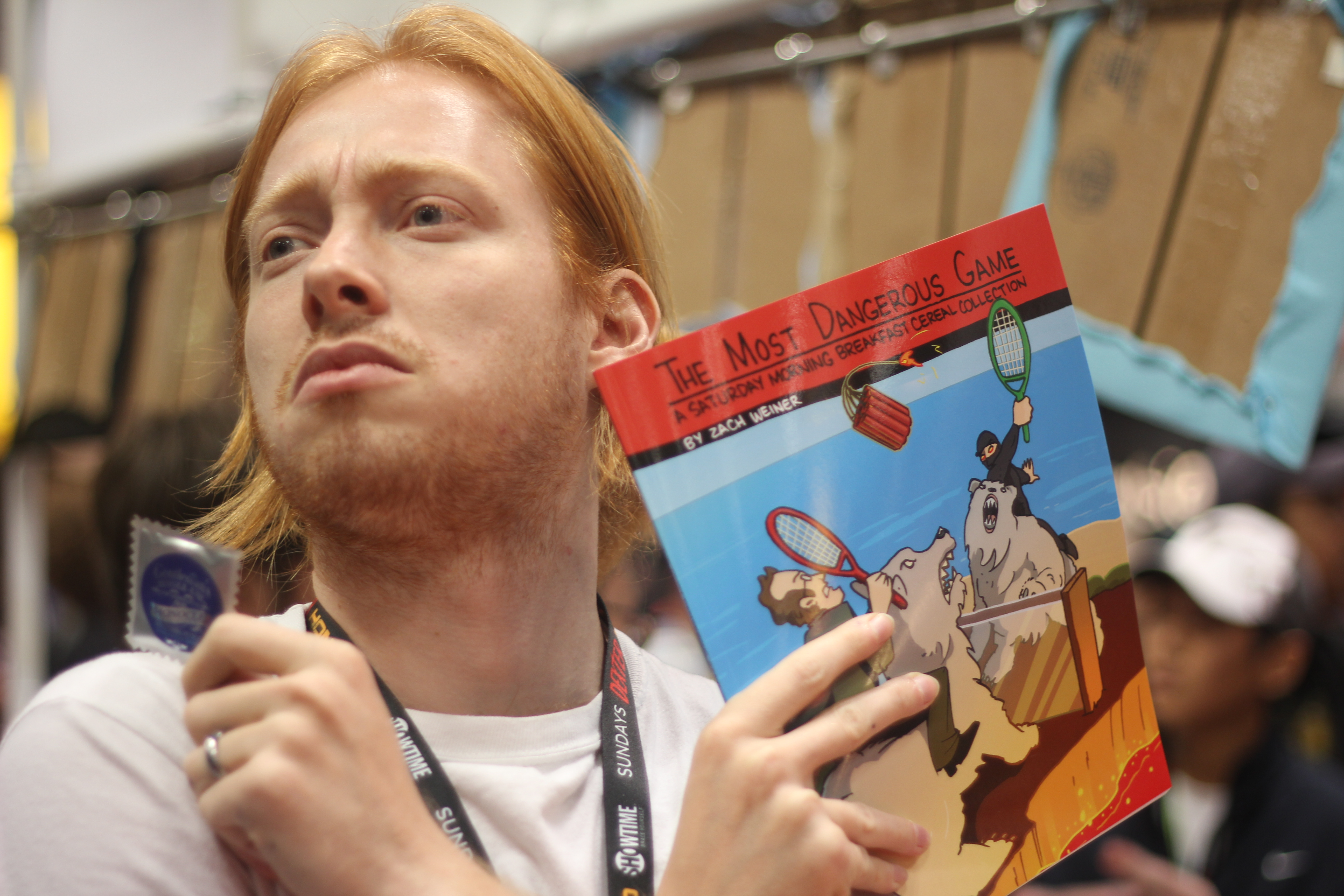
Zach Weinersmith in 2011

SMBC的前身是以几名高校学生为主人公，关于爱情和学术之路的漫画，从2002年1月28日连载至2002年9月3日（指网站归档的经典版），期间漫画经历了三个版本。现在的版本是从2002年9月5日开始连载并每日更新的。
最初的480幅漫画一开始被从SMBC归档中删去了，但人们可以通过作者自己在SMBC论坛上发布的一个链接找到。2008年9月22日他正式公开发表了这些作品。读者可以在大多数漫画中通过鼠标点击红色按钮找到名为“votey”的彩蛋。它本是为了2006年11月27日的漫画准备的，但作者为了兑现众筹目标把给之前的漫画也画了新的彩蛋。
SMBC每天有25万访问量，被人认为是2012年最热门的网络漫画之一。

## 奖项与提名
| 年份 | 奖项             | 作品                 | 领域         | 结果 |
| ---- | ---------------- | -------------------- | ------------ | ---- |
| 2003 | 网络漫画家之选奖 | 星期六早晨的谷物早餐 | 杰出短篇漫画 | 提名 |
| 2006 | 网络漫画家之选奖 | 星期六早晨的谷物早餐 | 杰出单格漫画 | 获奖 |
| 2007 | 网络漫画家之选奖 | 星期六早晨的谷物早餐 | 杰出单格漫画 | 获奖 |
| 2008 | 网络漫画家之选奖 | 星期六早晨的谷物早餐 | 杰出单格漫画 | 提名 |